# Björkhagen (metrostation)
Björkhagen is een station van de Stockholmse metro op 4,8 spoorkilometer ten zuiden van het centrale station Slussen. Het ligt aan lijn T17 van de groene route bij de noordelijkste Tunnelbaneförstad aan de Skarpnäcktak.
Het station heeft een eilandperron op een talud met een toegang in een voetgangerstunnel midden onder het station. Het centrum van Björkhagen is bereikbaar over een voetbrug aan de oostkant van de ingang. In de toegangshal en op het perron zijn kunstwerken van Lenka Jonesson te zien, ze werden in 1991 onthuld. De kunstwerken met berkenhout verwijzen naar Berkenhage, de naam van de buurt en het station. De wandelroute "Sörmlandsleden" begint bij het station.

## Galerij

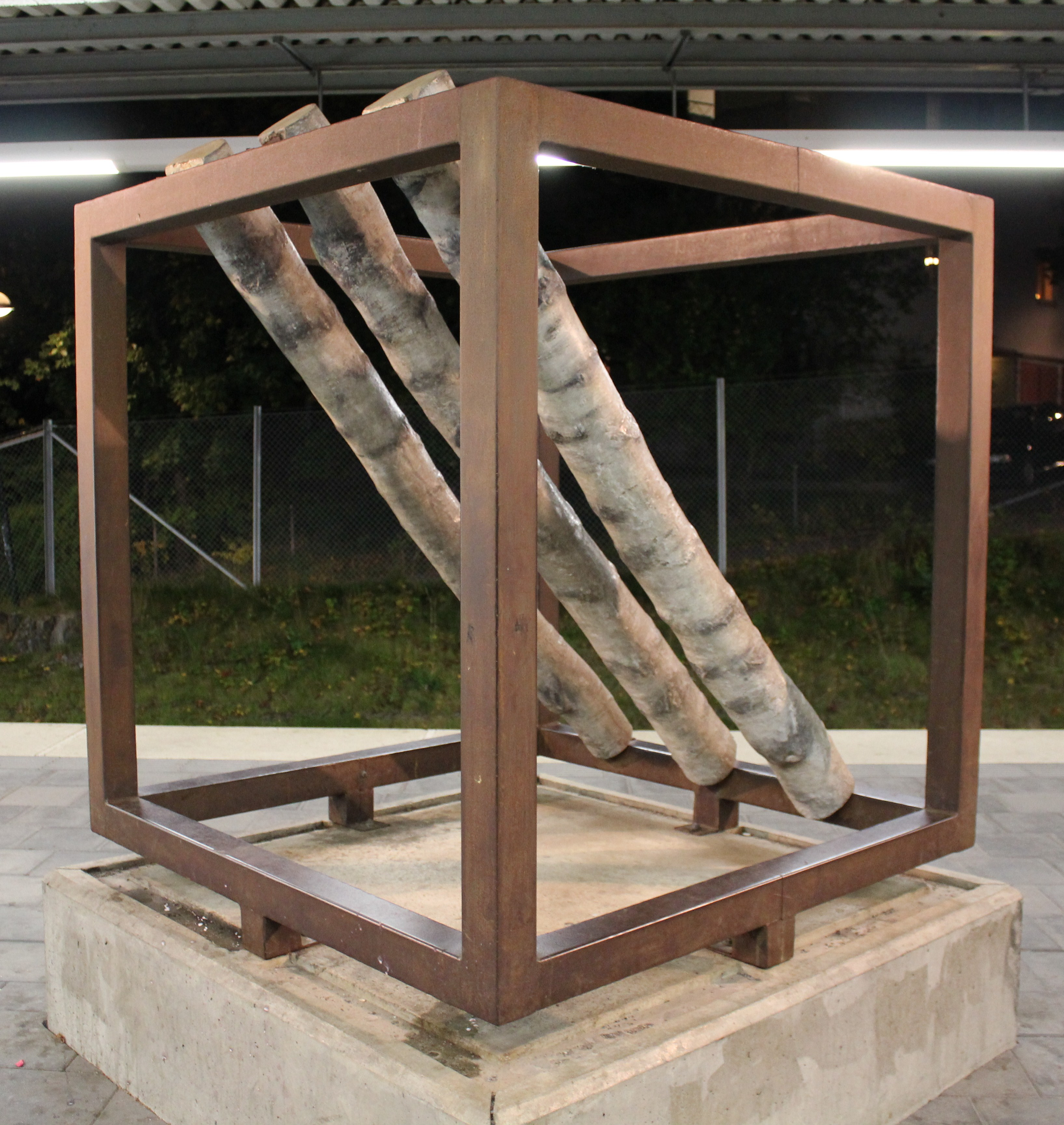
De berken van Lenka Jonesson op het perron
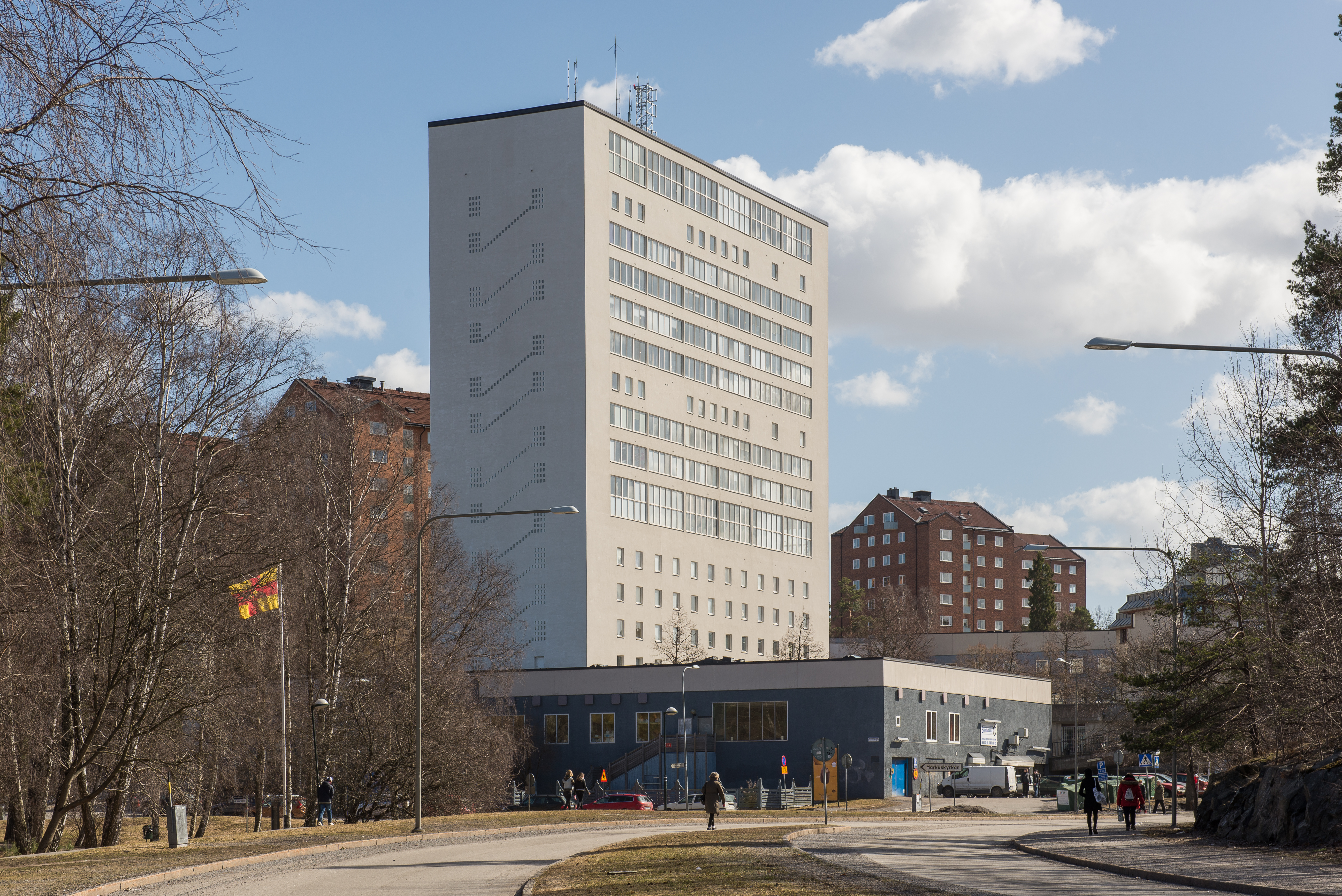
Björkhagens Centrum naast het station (op de foto rechts achter de bomen)

Åkeshov· 
Brommaplan·
Abrahamsberg· 
Stora Mossen· 
Alvik · 
Kristineberg · 
Thorildsplan  · 
Fridhemsplan · 
S:t Eriksplan · 
Odenplan  · 
Rådmansgatan  · 
Hötorget · 
T-Centralen ·  
Gamla Stan · 
Slussen · 
Medborgarplatsen ·  
Skanstull · 
Gullmarsplan ·  
Skärmarbrink·  
Hammarbyhöjden·  
Björkhagen·  
Kärrtorp ·  
Bagarmossen·  
Skarpnäck